# جيم هارفي (لاعب كرة قدم أمريكية)
جيم هارفي (بالإنجليزية: Jim Harvey)‏ هو لاعب كرة قدم أمريكية أمريكي، ولد في 20 أغسطس 1943 في جاكسون في الولايات المتحدة.

## وصلات خارجية
- جيم هارفي على موقع مرجع كرة القدم المحترفة.كوم (الإنجليزية)